# Fragneto Monforte
Fragneto Monforte är en ort och kommun i provinsen Benevento i regionen Kampanien i Italien. Kommunen hade 1 840 invånare (2017).